# Sejm Nauczycielski
Sejm Nauczycielski (wł. Ogólnopolski Zjazd Oświatowy) – ogólnopaństwowy zjazd zorganizowany w kwietniu 1919 w Warszawie, poświęcony przyszłości oświaty w odradzającym się państwie polskim.
W zjeździe brało udział 802 delegatów z różnych nurtów politycznych:
- Związek Nauczycielstwa Szkół Powszechnych (ZNSP) – najliczniejszy podczas zjazdu, reprezentował nurt lewicowy;
- Stowarzyszenie Nauczycielstwa Polskiego (SNP) – reprezentowało nurt centrowy;
- Towarzystwo Nauczycieli Szkół Wyższych (TNSW) – reprezentowało nurt prawicowy.